# ТЕС Наджран
17°35′48″ пн. ш. 44°20′15″ сх. д. / 17.59667° пн. ш. 44.33750° сх. д.
ТЕС Наджран — теплова електростанція на південному заході Саудівської Аравії.
В 1985 році на майданчику станції стали до ладу п’ять газових турбін потужністю по 22,5 МВт, які були встановлені на роботу у відкритому циклі.
В подальшому станція неодноразово підсилювалась новими – в 1998, 2001 та 2002 роках трьома потужністю по 51,5 МВт, у 2006-му та 2007-му двома з показниками по 50,5 МВт, а в 2013 році – ще двома по 56 МВт.
З плином часу застарілі потужності призначили для виводу з експлуатації і в 2017-му знесли машинний зал, де працювали 5 турбін першої черги.
ТЕС споруджена з розрахунку на використання нафтопродуктів.
Видача продукції відбувається по ЛЕП, що працює під напругою 132 кВ.